# Dicranophragma (Dicranophragma) melaleucum ignavum
Dicranophragma (Dicranophragma) melaleucum ignavum is een ondersoort van de tweevleugelige Dicranophragma (Dicranophragma) melaleucum uit de familie steltmuggen (Limoniidae). De ondersoort komt voor in het Palearctisch gebied.